# Hemithea nigriparmata
Hemithea nigriparmata là một loài bướm đêm trong họ Geometridae.